# On a tous quelque chose de Lââm
Singles
1. Ta Voix (Jennifer Paige & Laam)
Sortie : 15 décembre 1998

On a tous quelque chose de Lââm est la première compilation de Lââm, sortie le 26 janvier 2009. 
Il comprend ses plus grands tubes de : Chanter pour ceux qui sont loin de chez eux, Petite Sœur, Face à face, Les Enfants de l'an 2000, Le Sang chaud (feat. Princess Aniès), mais aussi des nouveaux titres tels que : Ta Voix en duo avec Jennifer Paige, Je chante encore et Je l'aime quand même. Il est aussi agrémenté d'un DVD comprenant quelques vidéoclips dont l'inédit  Ta Voix (The Calling) en duo avec Jennifer Paige, réalisé par Jean-Baptiste Erreca et un live à l'Olympia, capté par Thierry Vergnes.

## Liste des pistes
1. Ta Voix (en duo avec Jennifer Paige) (E. Kral, J. Paige, C. Landon) – 4:13
2. Chanter pour ceux qui sont loin de chez eux (M. Berger) – 4:20
3. Petite Sœur (M. Godebama, L. Marciano, S. Caby) – 3:45
4. Jamais loin de toi (P. Marlone, F. Prévost) – 4:38
5. Les Enfants de l'an 2000 (P. Marlone, F. Prévost) – 4:04
6. Le Sang chaud (feat Princess Aniès) (Saloon, Princess Aniès, L. Marciano) – 3:07
7. Pour être libre (G. Delacoux, Teetoff, G. Delacoux) – 3:50
8. Que l'amour nous garde (Marie-Jo Zarb, N. Kaniel) – 3:39
9. De ton indifférence (P. Marlone, P. Marlone, F. Prévost) – 3:50
10. Tu es d'un chemin (Hip-Hop Remix) (J.J. Goldman) – 3:42
11. Face à face (SDO) – 3:40
12. Savoir qui je suis (B.O. du film High School Musical 2) (G. Costa, A. Dodd, A. Watts) – 3:44
13. Un monde à nous (en duo avec Franck Shelbourne) (extrait de la comédie musicale Cindy) (L. Plamondon, R. Musumarra) – 3:56
14. Assez (Lââm, Lolly, FBCool, SDO, H. Benham, Suber) – 3:30
15. Jouer (Sinclair) – 3:07
16. Breathe In Breathe Out (en duo avec Lisa Stansfield) (Lââm, P. Marlone, L. Stanfield, L. Stanfield, Devaney, Darbyshire) – 4:21
17. Je chante encore (J. Bourel, J. Borel, Lââm) – 3:35
18. Je l'aime quand même (D. Fauquet, Lââm, Lââm, F. Jaffré, J. Bourel) – 3:30
19. Ce qui manque de toi (en duo avec Jean Jacques Goldman, Michael Jones et Jacques Veneruso) (J. Veneruso) – 3:52
20. Love's in the House Tonight (R. Temperton) – 4:30

## DVD
1. Ta Voix (The Calling) (en duo avec Jennifer Paige), réalisé par Jean-Baptiste Erreca
2. Chanter pour ceux qui sont loin de chez eux, réalisé par François Cornuau
3. Petite Sœur, réalisé par J. F. Pilon
4. Jamais loin de toi, réalisé par Thierry Vergnes
5. Les Enfants de l'an 2000, réalisé par Thierry Vergnes
6. Le Sang chaud (feat Princess Aniès), réalisé par Karim Ouaret
7. Pour être libre, réalisé par Thierry Vergnes
8. Que l'amour nous garde, réalisé par Thierry Vergnes
9. De ton indifférence, réalisé par Thierry Vergnes
10. Tu es d'un Chemin, réalisé par Thierry Vergnes
11. Face à face, réalisé par Thierry Vergnes
12. Assez, réalisé par François Cornuau
13. On pardonne, réalisé par Thierry Vergnes

Live Evénement à l'Olympia, concert de 2 Heures réalisé par Thierry Vergnes.